# 1970 na Coreia do Sul
Esta é uma cronologia dos principais fatos ocorridos no ano de 1970 na Coreia do Sul.

## Incumbentes
- Presidente – Park Chung-hee (1962–1979)
- Primeiro-ministro
  - Chung Il-kwon (1964–20 de dezembro de 1970)
  - Baek Du-jin (20 de dezembro de 1970–1971)

## Eventos
- 15 de dezembro – A balsa sul-coreana Namyong Ho capota no Estreito da Coreia, vitimando 308 pessoas.

## Nascimentos
- 19 de maio – K. J. Choi, golfista
- 1 de setembro – Hwang Jung-min, ator
- 13 de setembro – Kim Sun-il, missionário (m. 2004)
- 11 de outubro – Lee Bong-ju, maratonista

## Mortes
- 1 de maio – Yi Un, 72, príncipe herdeiro da Coreia
- 13 de novembro – Jeon Tae-il, 22, ativista e sindicalista